# 후시미시
후시미시(일본어: 伏見市)는 일본 교토부 남부에 위치했던 시이다. 현재의 교토시 후시미구 중심부에 해당한다.

## 역사
- 1889년 4월 1일 - 정촌제 시행과 함께 188정 1촌이 합병해 기이군 후시미촌이 성립하였다. 188정 1촌은 다음과 같다.
  - 후시미미나미신마치, 후시미쿄마치미나미하치초메, 후시미쿄마치키타하치초메, 후시미쿄마치하치초메요코초, 후시미쿄마치큐초메, 후시미쿄마치주초메, 후시미료가에마치주이치초메, 후시미료가에마치주니초메, 후시미료가에마치주산초메, 후시미료가에마치주욘초메, 후시미료가에마치주고초메, 후시미신마치주이치초메, 후시미신마치주니초메, 후시미신마치주산초메, 후시미신마치주욘초메, 후시미칸스케마치, 후시미히가시스미요시마치, 후시미나카노마치, 후시미카미이타바시마치, 후시미호리즈메신마치, 후시미쓰치바시마치, 후시미니시카기야마치, 후시미야마토마치, 후시미아즈키야마치, 후시미에쓰젠마치, 후시미마스야마치, 후시미시미즈마치, 후시미탄고쿄마치, 후시미나라야마치, 후시미히시야마치, 후시미쿠로차야마치, 후시미토안마치, 후시미 스자쿠니초메, 후시미시라카네마치, 후시미카리가네마치, 후시미카가야마치, 후시미톳파마치, 후시미카미신센엔마치, 후시미시모신센엔마치, 후시미키쿠야마치, 후시미타루야나나초메, 후시미 스자쿠욘초메, 후시미에노키마치, 후시미카지야마치, 후시미코메야마치, 후시미히가시다이몬지마치, 후시미키타에비야마치, 후시미미나미에비야마치, 후시미히가시다이코쿠마치, 후시미니시다이코쿠마치, 후시미히가시하치초메, 후시미니시스미요시마치, 후시미쿄마치키타나나초메, 후시미쿄마치미나미나나초메, 후시미쿄마치욘초메, 후시미쿄마치고초메, 후시미칸온지마치, 후시미신나나마치, 후시미고코구몬젠마치, 후시미긴자이치초메, 후시미긴자니초메, 후시미긴자산초메, 후시미쿄마치다이코쿠마치, 후시미긴자욘초메, 후시미료가에마치큐초메, 후시미료가에마치주초메, 후시미신마치고초메, 후시미신마치로쿠초메, 후시미신마치나나초메, 후시미신마치하치초메, 후시미신마치큐초메, 후시미신마치주초메, 후시미이시야마치, 후시미카미코야마치, 후시미타케나카마치, 후시미사시모노마치, 후시미 이마마치, 후시미신오구로마치, 후시미빈고마치, 후시미이타바시니초메, 후시미히가시마치히가시쿠미, 후시미쿄마치로쿠초메, 후시미아즈마마치, 후시미오카고마치, 후시미콘야마치, 후시미우에후로야마치, 후시미카후로야마치, 후시미카오테마치, 후시미미나미우라마치, 후시미카타하라마치, 후시미히고마치, 후시미도바시마치, 후시미히가시히시야마치, 후시미 니시마치, 후시미마스가타마치, 후시미히가시사카이마치, 후시미고후쿠마치, 후시미미나미아마사키마치, 후시미키타아마사키마치, 후시미오미야로쿠초메, 후시미주라쿠마치, 후시미주라쿠이치초메, 후시미주라쿠니초메, 후시미조도리마치, 후시미 시게루루마치, 후시미마쓰야마치, 후시미니시사카이마치, 후시미오쓰마치, 후시미니시시오야마치, 후시미카와야마치, 후시미카쇼마치, 후시미오비야마치, 후시미미나미에비스마치, 후시미히가시아마사키마치, 후시미니시아마사키마치, 후시미니시히시야마치, 후시미타카조마치, 후시미카미나베마치, 후시미시모나베마치, 후시미니시다이몬지마치, 후시미키타쿠메마치, 후시미미나미쿠메마치, 후시미슈모쿠마치, 후시미카미아부라카케마치, 후시미나카아부라카케마치, 후시미시모아부라카케마치, 후시미호키마치, 후시미히라노마치, 후시미쿄바시시오야마치, 후시미미나미하마마치, 후시미샤마치, 후시미쿄바시마치, 후시미스호마치, 후시미치호야마자키마치, 후시미탄바마치, 후시미무라카미마치, 후시미오모테마치, 후시미카미키타하마초, 후시미카키타하마마치, 후시미카미나카마치, 후시미시모나카마치, 후시미신나카마치, 후시미히가시하마미나미마치, 후시미미스무코마치, 후시미니시하마마치, 후시미야마자키마치, 후시미스기모토마치, 후시미야하타마치, 후시미미스이치초메, 후시미미스니초메, 후시미미스산초메, 후시미미스욘초메, 후시미미스고초메, 후시미미스한마치, 후시미타테와키마치, 후시미추쇼토히가시야나기마치, 후시미추쇼토니시야나기마치, 후시미나베시마마치, 후시미토키와마치, 후시미겐바마치, 후시미분고바시마치, 후시미도아미마치, 후시미사누키마치, 후시미쿄마치이치초메, 후시미쿄마치니초메, 후시미쿄마치산초메, 후시미우와이마치, 후시미료가에마치이치초메, 후시미료가에마치니초메, 후시미료가에마치산초메, 후시미료가에마치욘초메, 후시미신마치이치초메, 후시미신마치니초메, 후시미신마치산초메, 후시미신마치욘초메, 후시미미도마에마치, 후시미오사카마치, 후시미탄고마치, 후시미모토자이모쿠마치, 후시미카키노키하마마치, 후시미단조마치, 후시미히라도마치, 후시미시치켄마치, 후시미스미조메요코초, 후시미니시마스야마치, 후시미야리야마치, 후시미호리노우에마치, 후시미키타에비스마치, 후시미케이쇼촌
- 1931년 4월 1일 - 교토시에 편입하였다. 후시미구 (제2차)의 일부가 되어 소멸하였다.'후시미시'가 존재했던 일수는 700일로 개칭됨에 따라 소멸된 시를 제외하면 일본의 '시' 중 가장 짧은 존속기간이었다. 또한 합병이나 편입에 의해 일본에서 최초로 소멸된 시이기도 하다.

## 교통

#### 철도
- 게이한 전기 철도
  - 게이한 본선
  - 우지선
- 나라 전기 철도
  - 나라 전기 철도선(현:긴테쓰 교토선)